# Gefängnis Tadmur
Das Gefängnis in Tadmur (arabisch سجن تدمر Sidschn Tadmur, DMG Siǧn Tadmur, Tadmur) ist ein ehemaliges Gefängnis in Syrien. Es liegt in der syrischen Wüste im Gouvernement Homs unweit der antiken Weltkulturerbestätte Palmyra, die im Arabischen ebenfalls „Tadmur“ genannt wird.

## Geschichte
Der ältere Teil des Gefängniskomplexes wurde in den 1930er Jahren während des Französischen Mandats in Syrien mit 24 großen Zellen von den Franzosen errichtet. Er diente zunächst jedoch großenteils für Militärbaracken und wurde erst nach der Unabhängigkeit Syriens in ein Gefängnis umgewandelt. Der jüngere Teil entstand unter Präsident Hafiz al-Assad in den 1970er Jahren.
Am 26. Juni 1980 wurde ein Attentat mit zwei Handgranaten auf Präsident Hafiz al-Assad verübt, das dieser überlebte. Zur Vergeltung für das Attentat ließ sein Bruder Rifaat al-Assad am 27. Juni 1980 von 60 Soldaten etwa 500 bis 800 Gefangene im alten Teil des Gefängnisses in Tadmur, in dem vor allem Angehörige der Muslimbruderschaft inhaftiert waren, ermorden.
Ehemalige Insassen berichteten über besonders unmenschliche Haftbedingungen in Tadmur. So schildert der Autor Mustafa Khalifa, der 1994 nach jahrelanger Haft entlassen wurde, dass zwischenzeitlich rund 300 Häftlinge in einer 15 mal 6 Meter großen Zelle untergebracht gewesen seien.
Andere Gefangene berichten zudem von Folter und Ermordungen.
Neben Insassen, die unter dem Vorwurf "Mitgliedschaft bei den Muslimbrüdern oder terroristischer Aktivitäten" inhaftiert wurden, gab es während der 1980er Jahre auch zahlreiche politische Gefangene aus dem Umfeld der verbotenen Kommunistischen Partei Syriens, darunter auch der Schriftsteller Yassin al-Haj Saleh.
Mustafa Khalifas dokumentarisch-autobiografischer Roman „Das Schneckenhaus“ (Arabisch: Al-Qawqaʿa: Yawmiyyāt Mutalaṣṣiṣ) über die Haft in Tadmur erschien 2008 in Frankreich und wurde insbesondere zu Beginn des Syrischen Bürgerkriegs als Beleg für die brutalen Herrschaftsmethoden des Hauses Assad stark rezipiert.
Im Mai 2015 sprengte die Miliz „Islamischer Staat“ das Gefängnis.

## Trivia
Die US-amerikanische Website „Criminal Justice Degree Hub“ listete das Gefängnis unter den „10 brutalsten Haftanstalten der Welt“. 2017 wurde erstmals der Dokumentarfilm „Tadmor“ ausgestrahlt, in dem ehemalige Häftlinge von ihren Erinnerungen aus dem Gefängnis berichten. Im Oktober 2017 wurde der Regisseur Muhammad Bayazid, der ebenfalls an einem Film über das Gefängnis von Tadmur arbeitete, laut Medienberichten durch einen Messerangriff in Istanbul verletzt.